# درابة عارية
درابة عارية (الاسم العلمي:Draba nuda) هي نوع من النباتات تتبع جنس الدرابة من الفصيلة الكرنبية. الاسم العلمي المرادف هو الدرابية الربيعية (الاسم العلمي:Drabopsis verna).